# Stavro Vinjau
Stavro Vinjau (Përmet, 20 febbraio 1893 – Brindisi, 1975) è stato un politico e avvocato albanese, ministro della giustizia e dell'istruzione nel governo di Fan Noli.

## Biografia
Secondo di tre fratelli, iniziò gli studi nella sua città natale e in seguito completò la sua formazione in Grecia, frequentando il liceo classico di Giannina e poi l'università ad Atene, dove si laureò in Giurisprudenza.
Si specializzò successivamente in criminologia presso l'università di Roma, allievo del professor Ferri, illustre criminologo e penalista. Patriota e democratico di spicco, pubblicista, progressista, partecipò attivamente al rinnovamento per democratizzare la vita del paese, dal 1921 al 1924, sostenendo anche il diritto di voto per le donne. Esercitando la professione di avvocato, difese i diritti dei contadini, calpestati dai latifondisti. Venne eletto deputato nel parlamento albanese dopo le elezioni del 1921. Per le sue doti di grande oratore veniva chiamato "l'usignolo del parlamento". Come componente del parlamento lottò attivamente quale membro attivo dell'opposizione democratica contro la reazione dei latifondisti e dei borghesi. Partecipò alla rivoluzione del giugno 1924 e al governo democratico presieduto da Fan Noli, quale ministro della giustizia e dell'istruzione. Dopo il colpo di stato di Ahmet Zogu e la conseguente restaurazione, nel dicembre del 1924 si rifugiò a Parigi dove, da esterno, seguì i corsi di diritto costituzionale della Sorbona, volendo promuovere la stesura di una Costituzione albanese sul modello di quella francese. Nei primi anni successivi al colpo di stato di Zogu difese sulla stampa la rivoluzione di giugno e i suoi protagonisti contro la campagna diffamatoria della reazione. Durante il viaggio verso la Francia, conobbe a Brindisi Aspasia Bocci, figlia di albanesi, che nel 1927 diventerà sua sposa. Dall'unione nacquero quattro figli. Nel 1938 l'Albania fu invasa dall'Italia. Stavro Vinjau rifiutò qualsiasi forma di collaborazione politica con l'invasore fascista. Quando nel 1945 il regime comunista di Enver Hoxha assunse il potere, sebbene ripetutamente invitato, rifiutò di partecipare alla vita politica della nazione, non identificandosi nella nuova ideologia. Dopo la sua morte, avvenuta a Brindisi nel 1975, il governo albanese chiese che la sua salma fosse traslata a Tirana nel mausoleo dei "padri della Patria", ma i famigliari non acconsentirono.
Il 16 luglio 1921 mentre il Parlamento albanese dibatteva sulla risposta da inviare al Regno dei Serbi, Croati e Sloveni, in seguito al massacro sugli albanesi del Kosovo compiuto dai Serbi, tenne il suo discorso e disse tra le altre cose: "Noi non chiediamo alla Serbia il Kosovo, esso e i suoi albanesi glieli abbiamo regalato (sottinteso alla Serbia). Le chiediamo solo di rispettarli come esseri umani e di non scannarli come maiali".
A lui è intitolata una via di Tirana nei pressi dell'Università e delle ambasciate, mentre una sua fotografia è esposta nel Museo storico nazionale di Tirana.